# Jouxtens-Mézery
Jouxtens-Mézery je obec na jihozápadě Švýcarska v okrese Lausanne v kantonu Vaud. Žije zde přibližně 1 500 obyvatel.

## Geografie
Jouxtens-Mézery leží v nadmořské výšce 525 m, vzdušnou čarou 4,5 km severozápadně od kantonálního hlavního města Lausanne. Aglomerační obec Lausanne se rozkládá na jihozápadním svahu masivu Jorat v oblasti Vaudské náhorní plošiny, v panoramatické poloze nad Renens a asi 150 metrů nad hladinou Ženevského jezera.
Území obce o rozloze 1,9 km² zahrnuje část na jihozápadním svahu náhorní plošiny Jorat. Zatímco horní část svahu je poměrně strmá, spodní část má jen mírný sklon. Severozápadní hranici tvoří zalesněné údolí bočního potoka Mèbre. V roce 1997 tvořila zastavěná plocha 36 % rozlohy obce, lesy a lesní plochy 12 % a zemědělství 52 %.
Jouxtens-Mézery se skládá ze dvou vesnic Jouxtens (525 m n. m.) a Mézery (555 m n. m.) na svahu nad Renens. Sousedními obcemi jsou Romanel-sur-Lausanne, Prilly, Renens, Crissier a exkláva města Lausanne.

## Historie

Zámek Mézery (18. století)

Nejstarší stopy osídlení v obci Jouxtens-Mézery pocházejí z římské doby. První zmínka o Jouxtens pochází z roku 1223, kdy je v listině uváděn název Jotens. Pozdější názvy byly Jothens (1227) a Joutens (1228). Místní jméno pochází z burgundského osobního jména Jutha a znamená „u lidí rodu Jutha“. Mézery se připomíná již v roce 929 jako Masiriaco, později se objevily pravopisy Maisirie a Maiserie (ve 13. století) a také Miaxirier. Tento název je odvozen od latinského osobního jména Masirius.
Jouxtens-Mézery bylo od středověku v majetku lausannské katedrální kapituly. Po dobytí Vaudu Bernem v roce 1536 přešlo Jouxtens-Mézery pod správu panství Lausanne. Zatímco Jouxtens spadalo přímo pod jurisdikci Lausanne, Mézery tvořilo vlastní dvůr a od roku 1698 patřilo rodu de Crousaz. Po pádu Staré konfederace patřila obec v letech 1798–1803 v období helvétského soustátí ke kantonu Léman, který byl poté po vstupu v platnost Ústavy o zprostředkování sloučen s kantonem Vaud. V roce 1798 byla přiřazena k okresu Lausanne.

## Obyvatelstvo
| Rok            | 1850 | 1900 | 1910 | 1930 | 1950 | 1960 | 1970 | 1980 | 1990 | 2000 |
| Počet obyvatel | 176  | 236  | 299  | 252  | 245  | 327  | 392  | 516  | 873  | 1145 |

Z celkového počtu obyvatel je 87,3 % francouzsky mluvících, 5,7 % německy mluvících a 1,6 % portugalsky mluvících (stav v roce 2000). V roce 1850 žilo v Jouxtens-Mézery 176 obyvatel a v roce 1900 236 obyvatel. Od roku 1960 (327 obyvatel) byl zaznamenán rychlý nárůst počtu obyvatel, během 40 let se počet obyvatel zčtyřnásobil. V 21. století osídlená oblast a zástavba Jouxtens-Mézery téměř plynule srostla se sousedními obcemi Renens, Prilly a Romanel-sur-Lausanne.

## Hospodářství
Až do poloviny 20. století byla obec Jouxtens-Mézery převážně zemědělskou obcí. Dnes hraje zemědělství ve struktuře zaměstnanosti obyvatelstva jen okrajovou roli. Většina pracovních míst je dnes v sektoru služeb, ale v Jouxtens-Mézery jsou pouze malé podniky.
Od 50. let 20. století se zvýšil tlak na osídlení obce, která se nachází na okraji aglomerace Lausanne. V roce 1956 se obyvatelé obce úspěšně bránili plánu rozvoje, který měl umožnit výstavbu rozsáhlých vilových čtvrtí na území obce. V posledních desetiletích se obec díky své atraktivní poloze rozvinula v rezidenční obec. Mnoho pracujících proto dojíždí za prací především do města Lausanne a sousedních obcí.

## Doprava
Obec má výborné dopravní spojení. Leží na hlavní silnici č. 5 z Lausanne do Yverdon-les-Bains. Nachází se v blízkosti hlavní silnice č. 5 z Lausanne do Yverdon-les-Bains. Obcí prochází dálnice A9 (Lausanne–Sion), která byla otevřena v roce 1974. Nejbližší dálniční křižovatky, Lausanne-Blécherette na dálnici A9 a Lausanne-Crissier na dálnici A1, jsou od obce vzdáleny asi 2 km.
Dne 5. listopadu 1873 byl zprovozněn úsek úzkorozchodné železnice Chemin de fer Lausanne-Echallens-Bercher z Lausanne do Cheseaux-sur-Lausanne se zastávkami v Jouxtens a Mézery.